# Arsenal Naval Puerto Belgrano
El Arsenal Naval Puerto Belgrano (ARPB)  es un arsenal naval el cual cuenta con una serie de talleres e instalaciones aptos para la construcción y reparación de buques.  Depende del Estado Mayor General de la Armada y su asiento se encuentra  en la Base Naval Puerto Belgrano, Coronel Rosales, Provincia de Buenos Aires.
Dependiente de la Jefatura de Mantenimiento y Arsenales, ocupa una superficie de 13.543 hectáreas que suman un total de 122.777 m² cubiertos. Está compuesto por 20 departamentos: 12 operativos y 8 de apoyo; y posee 2 diques de carena excavados en tierra firme.

## Historia
A fines del siglo XIX la Marina de Guerra evidenció un gran desarrollo influenciado, principalmente, por los asuntos geopolíticos del momento. Una tensión militar con Chile por problemas limítrofes y conflictos tanto internacionales como internos (Guerras de la Independencia, del Brasil, del Paraguay, bloqueos franceses e ingleses, guerras civiles, etc) dieron como resultado un incremento de la Flota de Mar y de armamento bélico. Entre estas compras, se destacan dos cruceros acorazados de gran porte y tamaño; los acorazados San Martín y Garibaldi.
La voluntad de aumentar la Escuadra implicó la necesidad de un dique de carena apto para reparar los cruceros de gran porte adquiridos, debido a que el país no contaba con una instalación de semejante envergadura en ese momento. Esa necesidad culminó con la construcción de uno de los emplazamientos navales militares más importantes de Sudamérica: el Arsenal Naval Puerto Belgrano. La obra fue asignada al ingeniero Luis Luiggi, quien contaba con la experiencia de obras similares en Europa. Su primera denominación fue 'Arsenal del Puerto Militar'.
Las actividades iniciaron en el año 1899 con la inauguración del primer dique de carena. Como  muchas otras dependencias, el ARPB carece de una fecha precisa de creación, pero se eligió el 22 de marzo de 1905 debido a que ese día se dicta la Orden General Nº 74 del Ministerio de Marina rubricada por el Presidente de la Nación Dn. Manuel Quintana, a través de la cual por primera vez se impone la denominación de “Arsenal” a la entonces Jefatura del Puerto Militar. 
En la misma orden se decretaba el traslado de los Talleres de Marina de Dársena Norte (Buenos Aires) a Río Santiago (La Plata) y Puerto Militar (Puerto Belgrano).
El 2 de enero de 1902 ingresó el crucero acorazado San Martín al primer dique de carena del entonces Puerto Militar, hoy Base Naval Puerto Belgrano, fecha que se considera la inauguración de dicho dique.
Con la creciente flota marina y las incorporaciones de mayor porte como los acorazados Moreno y Rivadavia, era necesario contar con un dique de carena más grande. 
Por esto, en el año 1911 comenzó la construcción del dique Nº 2 a cargo de la empresa Dyckerhoff y Widmann S.A. y F.H. Schmidt, culminando las tareas de construcción en el año 1917.
A continuación, un cuadro mostrando las longitudes de los dos diques presentes en el arsenal:
| Dique       | Año de inauguración | Largo | Ancho | Profundidad |
| ----------- | ------------------- | ----- | ----- | ----------- |
| Dique Nº 1  | 2 de enero de 1902  | 220m  | 22m   | 11m         |
| Dique N.º 2 | 1917                | 234M  | 35m   | 15m         |

### Guerra de Malvinas
Durante la guerra de Malvinas,  el aviso ARA “Alférez Sobral” fue seriamente dañado tras ser atacado por un helicóptero británico. Fue entonces cuando en el Arsenal Naval se reconstruyó totalmente su puente de comando, permitiendo que el aviso continúe navegando por varias décadas más las aguas del sur de nuestro país.
Además, se desarrolló  un lanzador de misiles “Exocet” denominado “ITB (Instalación de Tiro Berreta)”, nombre que se le dio debido a su básica y rápida construcción. El objetivo era poder contrarrestar el bombardeo británico sobre las defensas de Puerto Argentino. 
Este invento dejó fuera de combate a un buque inglés, cuando el misil Exocet MM-38 fue lanzado con la ITB y dio en el  blanco

### Pandemia de coronavirus de 2019-2020
En el año 2020, se desató una pandemia de enfermedad por coronavirus de 2020 en Argentina. Las medidas sanitarias aplicadas por el Gobierno Nacional exeptuaron a las Fuerzas Armadas argentinas (en cuanto al aislamiento social preventimo y obligatorio), por lo que el Arsenal Naval, además de realizar sus tareas correspondientes, contribuyó al cuidado de la salud, tanto en el Arsenal como en otras dependencias de la Armada elaborando artículos sanitarios.
Entre estos artículos se encuentran; la confección de tapabocas a cargo de la sección "Velería" del "Departamento Taller Naval y Carpintería" del "Departamento Infraestructura"; elaboración de alcohol en gel a manos de la "Sección Laboratorio" del "Departamento Control de la Producción" y el "Comando de la Flota de Mar";  y máscaras faciales producidas por el "Departamento de Informática", el cual adquirió tecnología de impresión 3D para ese cometido.

## Organización
El Arsenal Naval Puerto Belgrano está organizado de la siguiente manera:

### Jefatura del Arsenal Naval Puerto Belgrano
- Departamento programación y presupuestación
- Departamento comercial terceros
- Departamento auditoría y aseguramiento de la calidad

#### Subjefatura de  Administración
- Departamento de informática
- Departamento de  personal
- Departamento de seguridad ambiental
- Departamento de  infraestructura
- Departamento de contabilidad
- Departamento de suministros
- División de secretaría general
- División de relaciones públicas
- División de contabilidad industrial
- División de contrainteligencia
- Logística

#### Subjefatura de producción
- Taller central de misiles
- Taller de electricidad
- Taller de electrónica
- Taller de vehículos
- Taller de motores
- Taller de armas
- Taller de óptica y control tiro
- Control de la producción
- Taller naval
- Polvorines y talleres especializados de munición
- Taller de máquinas